# Leon Schiller

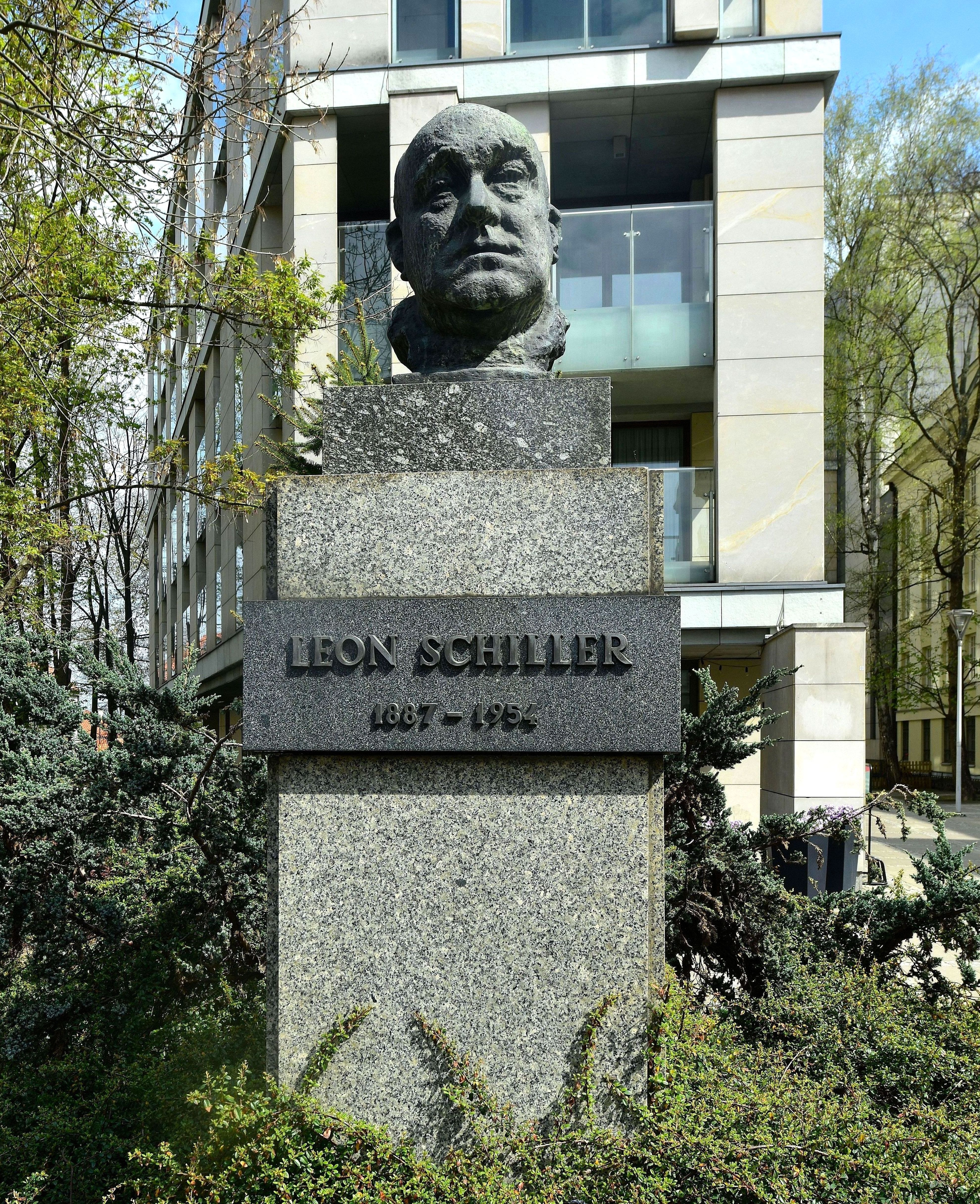
Standbeeld van Leon Schiller in Warschau

Leon Schiller (voluit: Leon Schiller de Schildenfeld) (Krakau, 14 maart 1887 - Warschau, 25 maart 1954) was een Pools toneel- en filmregisseur, toneelcriticus en toneelwetenschapper.
Schiller stamde af van een door keizerin Maria Theresia in de adel geslagen familie, die zich in de negentiende eeuw in het Poolse deel van Oostenrijk-Hongarije vestigde. Hij studeerde filosofie en Poolse filologie in aan de Jagiellonische Universiteit te Krakau en aan de Sorbonne te Parijs.
In 1906 begon hij zijn loopbaan in het theater als zanger in het Zielony Balonik-cabaret van Warschau, waarna hij in 1917 zijn regiedebuut maakte aan het "Poolse Theater" van Warschau. Van 1932 tot 1934 was hij artistiek directeur van het Ateneum Theater van die stad. In de jaren dertig was hij bovendien betrokken bij theaters in Łódź en Lwów.
Gedurende de Tweede Wereldoorlog kwam hij in 1941 in Auschwitz-Birkenau terecht, als gevolg van een represaillemaatregel door de Duitse bezetters na de moord door het Poolse verzet op de Volksduitse collaborerende acteur Igo Sym. Zijn zuster kocht hem vrij voor de 12.000 złoty die de verkoop van haar juwelen opleverden.
Na de oorlog was Schiller tot 1949 directeur van de Nationale Hogeschool voor Theater van Warschau gevestigd te Łódź, die later opging in de naar hem genoemde Staatshogeschool voor Film, Televisie en Theater Łódź.  Bovendien was hij in die periode hoofdredacteur van het tijdschrift Teatr.
Schiller was een dogmatisch communist en die het stalinistische regime in Polen steunde.
- Bibsys: 98009032
- Bibliothèque nationale de France: cb12167507b (data)
- CiNii: DA11399036
- Gemeinsame Normdatei: 118921231
- International Standard Name Identifier: 0000 0001 0883 2862
- Library of Congress Control Number: n83135461
- MusicBrainz: b8bc8f98-d04b-4744-8135-b38bad49a8af
- Nationale Bibliotheek van Tsjechië: ola2003198046
- Nationale bibliotheek van Australië: 35960689
- Nationale Bibliotheek van Israël: 987007275284305171
- Nationale Bibliotheek van Polen: a0000001180265
- Nederlandse Thesaurus van Auteursnamen: 071186271
- Réseau des bibliothèques de Suisse occidentale: 02-A008860103
- SNAC: w6r54cz0
- Système universitaire de documentation: 030211182
- Trove: 1164096
- Virtual International Authority File: 29574443
- WorldCat: E39PBJbH446vR4TvMkjDydcpT3